# Самшит вечнозелёный (Малый Маяк)
Самшит вечнозелёный — ботанический памятник природы в селе Малый Маяк близ Алушты, Крым. Древний экземпляр самшита возрастом более 1000 лет (по другим источникам 800 лет) растёт на территории санатория «Утёс». На высоте 1,3 м имеет в обхвате 1,85 м, высота — 7 м.